# Polygone de sel

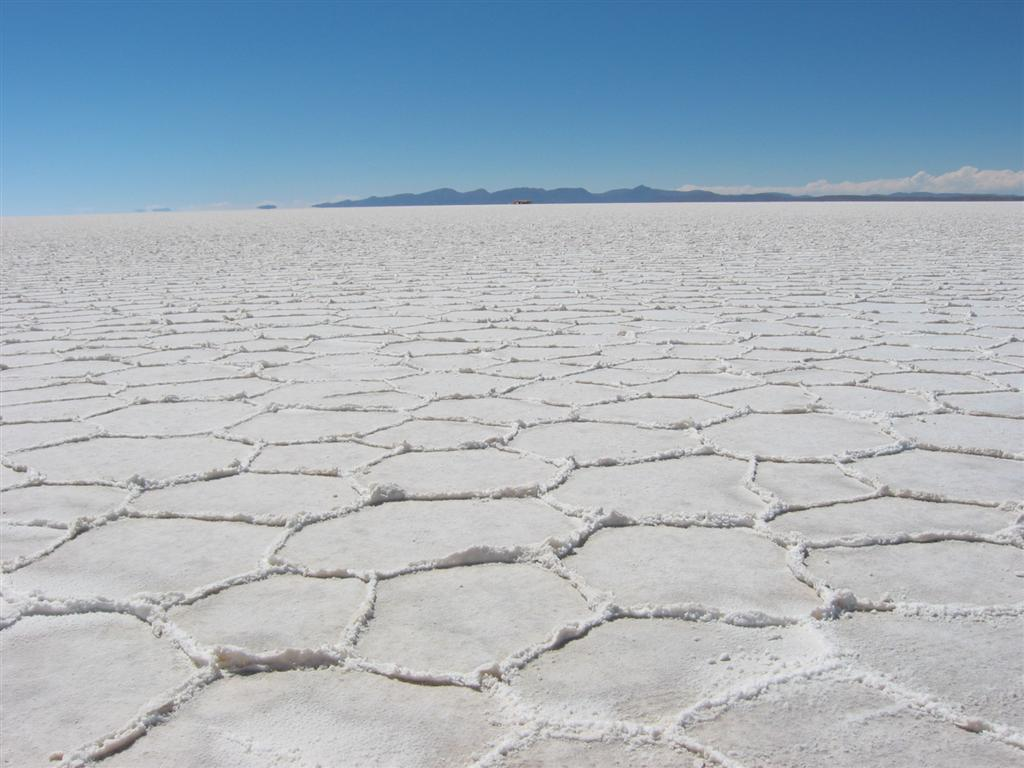
Polygones de sel du salar d'Uyuni (sud-ouest de la Bolivie).

Les polygones de sel sont des portions de terrain au fond plat et au rebord polygonal, que l'on trouve dans certains déserts de sel. Jointifs, ils forment un pavage naturel du désert.
On trouve de tels terrains dans diverses régions du monde, notamment dans le salar d'Uyuni (département de Potosí, Bolivie), le Chott el-Jérid (gouvernorats de Kébili et de Tozeur, Tunisie), le bassin Badwater (Californie, États-Unis), le Dacht-e Kavir (provinces de Khorassan, Semnan, Ispahan et Yazd, Iran) et le bassin Dalangtan (Qinghai, Chine).

## Formation
La formation des polygones de sel est élucidée en 2023. Elle est due à la convection du peu d'eau (issue des montagnes environnantes) que contient le sol. Cette convection s'organise en cellules, avec la remontée d'eau relativement peu salée au centre et des plongées sur les bords, l'eau s'étant partiellement évaporée donc concentrée en sel, jusqu'à  saturation puis précipitation de sel (qui accroît l'épaisseur de la croûte), et étant devenue plus dense. Les cellules, de section initialement circulaire, croissent et viennent en interaction, ce qui aboutit à une frontière rectiligne entre cellules adjacentes et finalement à un pavage polygonal de la surface,.